# Гатауллін Ірек Фархатович
Ірек Фархатович (Ігор Федорович) Гатауллін (нар. 25 січня 1953, Казань, Татарська АРСР, РРФСР, СРСР) — радянський футболіст та український футбольний функціонер татарського походження. Виступав, зокрема за «Локомотив» (Вінниця), «Рубін» (Казань), «Зоря» (Ворошиловград), «Кривбас» (Кривий Ріг) і «Суднобудівник» (Миколаїв). Голова Вінницької обласної федерації футболу, голова Всеукраїнської профспілки «Футбол України». Член президії Федерації Футболу України. Заслужений тренер України (1997), заслужений працівник фізичної культури та спорту України (2002).

## Життєпис
У 1974 закінчив Вінницький педагогічний інститут, факультет фізичного виховання.
Протягом 1970—1983 виступав за футбольні команди майстрів: «Локомотив» (Вінниця), «Рубін» (Казань), «Зоря» (Ворошиловград), «Кривбас» (Кривий Ріг) і «Суднобудівник» (Миколаїв).
Дворазовий чемпіон Радянського Союзу у складі збірної України (1969—1970), срібний призер чемпіонату Європи у складі збірної Радянського Союзу (1971).
У 1983—1987 — начальник футбольної команди Південної групи військ, Будапешт.
1987—2003 — начальник команди, віце-президент футбольного клубу «Нива» (Вінниця).
У 2003 обраний головою всеукраїнської профспілки «Футбол України».
З 2007 — голова Вінницької обласної федерації футболу.
Член президії Федерації Футболу України з 2006. Член президії Федерації Профспілок України з 2004.
Заслужений тренер України з 1997. Заслужений працівник фізичної культури та спорту України з 2002.
Одружений, виховує доньку.

## Нагороди
- Орден «За заслуги» II ст. (10 вересня 2020) — за вагомий особистий внесок у розвиток та популяризацію фізичної культури і спорту в Україні, досягнення високих спортивних результатів та багаторічну плідну професійну діяльність[1]